# Municipio General Escobedo
Koordinaten: 25° 48′ N, 100° 21′ W
Municipio General Escobedo ist ein Municipio im mexikanischen Bundesstaat Nuevo León. Es liegt im Zentrum des Bundesstaates und gehört zur Metropolregion Monterrey. Sein Verwaltungssitz ist die Stadt Ciudad General Escobedo, die nach dem Unabhängigkeitshelden Mariano Escobedo benannt ist.

## Geografie
Das Municipio General Escobedo hat eine Fläche von 149,4 km² und eine durchschnittliche Höhe von 528 m über dem Meeresspiegel. Das Gelände ist größtenteils flach und wird vom Río Pesquería durchquert. Die Vegetation ist semiarid, mit Kakteen und Mesquiten. Das Klima ist warm und trocken, mit einer mittleren Jahrestemperatur von 22 °C und einer mittleren Jahresniederschlagsmenge von 600 mm.

## Geschichte
Das Gebiet des heutigen Municipios war ursprünglich von indigenen Völkern bewohnt. Im 16. Jahrhundert wurde es von spanischen Konquistadoren erkundet und kolonisiert. Im Jahr 1604 wurde die Hazienda Los Nogales de los Treviño gegründet, aus der sich die heutige Hauptsiedlung entwickelte. 

## Bevölkerung
Laut der Volkszählung von 2020 hat das Municipio General Escobedo 481.213 Einwohner, davon sind 239.052 Frauen und 242.161 Männer. Die Bevölkerungsdichte beträgt über 3000 Einwohner pro km². Die Alphabetisierungsrate liegt bei 99 %.

## Ortschaften
Das Municipio General Escobedo besteht aus 21 Ortschaften. Die bedeutendsten Ortschaften sind:
| Ortschaft (Localidad)                         | Einwohner |
| Ciudad General Escobedo                       | 454 967   |
| Praderas de San Francisco                     | 17 284    |
| Palmiras                                      | 4076      |
| Monclova Primer Sector                        | 1 682     |
| Unión Agropecuarios Lázaro Cárdenas del Norte | 1 397     |
| Monclova Segundo Sector                       | 1 226     |
| Gesamt                                        | 481 213   |